# Никола Маловић
Никола Маловић (Котор, 8. јул 1970) српски је писац и књижар из Боке которске.

## Биографија
Завршио је Филолошки факултет Универзитета у Београду. Оснивач је херцегновске књижаре и издавачке куће Со.
Написао је око 3000 текстова, а превођен је на енглески, руски, пољски и бугарски.
Био је дио српских писаца који су бојкотовали НИН-ову награду из разлога идеолошког читања романа чланова жирија. У интервјуима је изразио противљење политичкој коректности у умјетности. Истакнути је критичар режима Мила Ђукановића и Закона о слободи вјероисповјести.
Члан је Српског књижевног друштва а од 2020. и члан Удружења за културу, уметност и међународну сарадњу„ Адлигат”.

## Награде
- Награда „Борислав Пекић”, за синопсис романа Лутајући Бокељ, 2003.[9]
- Награда „Лазар Комарчић”, за роман Лутајући Бокељ, 2007.[10]
- Награда „Лаза Костић”, за роман Лутајући Бокељ, 2008.[11]
- Награда „Мајсторско писмо”, за животно дјело, 2008.[12]
- Награда Бањалучког сајма књига, за роман Лутајући Бокељ, 2008.[11]
- Октобарска награда града Херцег-Новог, за роман Лутајући Бокељ, 2009.[10]
- Награда „Бранко Ћопић”, за роман Једро наде, 2015.[13]
- Награда „Борисав Станковић”, за роман Једро наде, 2015.[14]

## Дјела
- Последња деценија, 1998.[15]
- Капетан Визин – 360 степени око Боке, 2002.[16]
- Перашки гоблен, 2003.[17]
- Лутајући Бокељ, 2007.[18]
- Пругастоплаве сторије, 2010.[19]
- Једро наде, 2014.[20]
- Бокешки берберин: књига о заливском Мештру, 2015.[21]
- Бог у Боци: новеле у драмској форми: наоко у старом кључу, 2015.[22]
- Бока Которска и Србија, 2016.[23]
- Галеб који се смеје – роман за децу и одрасле, 2019.[24]
- Догодине на мору, 2021.[25]

Фотомонографије
- Херцег-Нови: Град са 100.001 степеницом, фотомонографија, Књижара Со, Херцег-Нови, 2011.[26]
- Бродоградилиште у Бијелој (Јадранско бродоградилиште – Бијела, Бијела, 2012.[27]

Приређивач
- Бокешки хумор, 2017.[28]

Чланци
- Око Котора, 2000.[29]
- Которски постолар, 2003.[30]
- Mozzo, 2012.[31]
- Апликација Google Ear, 2012.[32]
- Марш на Котор, 2013.[33]
- Zizyphus vulgaris, 2013.[34]
- Пераст: град мртвих, 2013.[35]
- Морнарска мајица, лого нашег доба, 2014.[36]
- Морнарска мајица као бренд, 2014.[37]
- Век у коме је загађено и време, коаутор, 2014.[38]
- Светионик, 2017.[39]
- Српска проза данас, 2017.[40]
- Маринела, 2017.[41]